# 辛貝特
以色列安全总局（羅馬化：Sherut haBiṭaḥon haKlali）是以色列的国内安全机关。其简称辛贝特
（羅馬化：Shin-Bet），取「安全」「局」兩個單詞的首字母而成；另一简称沙巴克（羅馬化：Shabak），爲全稱的首字母縮寫。該局與以色列情報特務局（摩萨德）和以色列军事情报局（阿曼）組成以色列情報系统。
与摩萨德不同，辛贝特更加侧重以色列国内的安全事务，为政要和外国来宾提供安全保护。

## 链接
- 以色列特工网上开博客招募人才 称工作稳定